# Пари (линкор)
«Пари» (фр. Paris) — французский линкор, четвёртый и последний в первой серии французских дредноутов — типа «Курбэ». Назван в честь столицы Франции Парижа. Корабль построен незадолго перед Первой мировой войной в рамках кораблестроительной программы 1910 года.

## Служба
Во время Первой мировой войны действовал на Средиземноморском театре. 16 августа 1914 года принял участие в потоплении австро-венгерского крейсера «Зента». В последние месяцы 1914 года обстреливал побережье, оказывая поддержку армии Черногории до 21 декабря 1914 года, когда другой французский линкор — «Жан Бар» — был торпедирован австро-венгерской субмариной U-12. До конца войны «Пари» базировался в Отранто, блокируя австро-венгерский военно-морской флот в Адриатическом море.
В 1925 году осуществлял поддержку французских и испанских войск во время Рифской войны прежде, чем стал учебным судном в 1931 году. В межвоенный период линкор три раза модернизировали, но, несмотря на это, к концу 1930-х годов он морально устарел. «Пари» оставался учебным кораблём до вступления Франции во Вторую мировую войну 10 мая 1940 года, после чего он был спешно перевооружён. В июне «Пари» поддерживал союзные войска во время обороны Гавра, пока не был повреждён немецкой бомбой. В конце июня «Пари» ушёл в Англию. Во время операции «Катапульта», 3 июля «Пари» был захвачен в Плимуте британскими войсками. До конца войны линкор использовался в качестве склада и жилого блокшива Королевским и польским военно-морскими флотами. В июле 1945 года «Пари» был возвращён Франции, в следующем месяце он был отбуксирован в Брест и использовался как плавучая база, пока не был отправлен на слом 21 декабря 1955 года.

### На русском языке
- Александров Ю. И. Линейные корабли типа «Курбэ». 1909-1945 гг.. — СПб.: Издатель Р. Р. Муниров, 2007. — 84 с. — ISBN 978-598830-025-0.

### Иностранные издания
- Dumas, Robert. The French Dreadnoughts: The 23,500 ton Courbet Class // Warship IX / John Roberts. — Annapolis, Maryland: Naval Institute Press. — P. 154–164, 223–231. — ISBN 0-87021-984-7.
- Dumas, Robert; Guiglini, Jean. Les cuirassés français de 23,500 tonnes. — Grenoble, France, 1980.
- Gardiner, Robert; Chesneau, Roger. Conway's All the World's Fighting Ships, 1922–1946. — Annapolis, Maryland: Naval Institute Press, 1980. — ISBN 0-87021-913-8.
- Gardiner, Robert; Gray, Randal. Conway's All the World's Fighting Ships: 1906–1922. — Annapolis, Maryland: Naval Institute Press, 1985. — ISBN 0-87021-907-3.
- Jordan, John; Dumas, Robert. French Battleships 1922–1956. — Annapolis, Maryland: Naval Institute Press, 2009. — ISBN 978-1-59114-416-8.
- Whitley, M. J. Battleships of World War II. — Annapolis, Maryland: Naval Institute Press. — ISBN 1-55750-184-X.